# Lista de capítulos de Sailor Moon
O mangá Sailor Moon escrito e ilustrado por Naoko Takeuchi, foi publicado pela editora Kodansha na revista Nakayoshi. O primeiro capítulo de Sailor Moon foi publicado em fevereiro de 1992 e a publicação encerrou em março de 1997 no capítulo 52, contando com 18 volumes. Nesta página, os capítulos estão listados por volume, com seus respectivos títulos originais (títulos originais na coluna secundária, os volumes de Sailor Moon não são titulados). No Japão, foi publicado em três versões de grande destaque:
- Em Tankōbon (Volume Padrão), com 18 volumes, publicados entre julho de 1992 e abril de 1997.
- Em Shinsōban (Nova Edição), com 12 volumes, publicados entre setembro de 2003 e julho de 2004.
- Em Kanzenban (Edição de Luxo), com 10 volumes, publicados entre novembro de 2013[1] e março de 2014.[2]

No Brasil, é licenciado pela editora JBC, e foi publicado em Edição Especial (Shinsōban) entre abril de 2014 e março de 2015.

## Volumes 1~11 - Sailor Moon
| 1. Usagi - Sailor Moon (うさぎ-SAILORMOON, Usagi - Sailor Moon) 2. Ami - Sailor Mercury (亜美-SAILORMERCURY, Ami - Sailor Mercury) 3. Rei - Sailor Mars (レイ-SAILORMARS, Rei - Sailor Mars) 4. Baile de Máscaras (Masquerade-仮面舞踏会, Masquerade - Kamen Butōkai) 5. Makoto - Sailor Jupiter (まこと-SAILORJUPITER, Makoto - Sailor Jupiter) |

| 1. Tuxedo Mask (タキシード仮面-TUXEDO MASK, Takishīdo Kamen - Tuxedo Mask) 2. Chiba Mamoru - Tuxedo Mask (地場衛-TUXEDO MASK, Chiba Mamoru - Tuxedo Mask) 3. Minako - Sailor V (美奈子-SAILOR V, Minako - Sailor V) 4. Serenity - Princesa (セレニティ-PRINCESS, Sereniti Princess) |

| 1. Lua (MOON-月, Moon - Tsuki) 2. Reunião - Endymion (再開-ENDYMION, Saikai - Endymion) 3. Batalha Decisiva - Reencarnação (決戦-REINCARNATION, Kessen - Reincarnation) |

| 1. Um Fim e um Recomeço - A Pequena Estrangeira (終結 そして 始まり-Petit etranger, Shūketsu Soshite Hajimari - Petit Etranger) 2. Black Moon Koan - Sailor Mars (ブラック·ムーン·コーアン-SAILOR MARS, Burakku Mūn Kōan - Sailor Mars) 3. Black Moon Beruche - Sailor Mercury (ブラック·ムーン·ベルチェ-SAILOR MERCURY, Burakku Mūn Beruchē - Sailor Mercury) 4. Black Moon Petz - Sailor Jupiter (ブラック·ムーン·ペッツ-SAILOR JUPITER, Burakku Mūn Pettsu - Sailor Jupiter) |

| 1. Black Moon Kalaveras - Sailor Venus (ブラックムーン·カラベラス-SAILOR VENUS, Burakku Mūn Karaberasu - Sailor Venus) 2. Time Warp - Sailor Pluto (タイムワープ-SAILORPLUTO, Taimu Wāpū - Sailor Pluto) 3. Tóquio de Cristal - Rei Endymion (クリスタルトーキョー-KING ENDYMION, Kurisutaru Tokyo - King Endymion) - Diário de ChibiUsa (ちびうさ絵日記, Chibi Usa Enikki) |

| 1. Nemesis - Complicação (NEMESIS-錯綜, Nemesis - Sakusō) 2. Nemesis - Manobra Secreta (NEMESIS-暗躍, Nemesis - Anyaku) 3. Ataque - Black Lady (攻撃-BLACK LADY, Kōgeki - Black Lady) |

| 1. Regeneração - Sem Fim (再生-NEVER ENDING, Saisei - Never Ending) 2. Infinito 1 - Pressentimento (無限1-予感, Mugen 1 - Yokan) |

| 1. Infinito 2 - Ondulação (無限2-波紋, Mugen 2 - Hamon) 2. Infinito 3 - Duas Novas Guerreiras (無限3-2人-NEW SOLDIERS, Mugen 3 - Futari New Soldiers) 3. Infinito 4 - Tenou Haruka - Sailor Uranus / Kaiou Michiru - Sailor Neptune (無限4-SAILORURANUS-天王はるかSAILORNEPTUNE-海王みちる, Mugen 4 - Sailor Uranus Tenō Haruka / Sailor Neptune Kaiou Michiru) 4. Infinito 5 - Meiou Setsuna - Sailor Pluto (無限5-SAILORPLUTO-冥王せつな, Mugen 5 - Meiou Setsuna Sailor Pluto) |

| 1. Infinito 6 - Três Guerreiras (無限6-3戦士, Mugen 6 - San Senshi) 2. Infinito 7 - Transformação - Super Sailor Moon (無限7-変身-SUPER SAILORMOON, Mugen 7 - Henshin Super Sailor Moon) 3. Infinito 8 - "Labirinto Infinito" 1 (無限8-「無限迷宮」1, Mugen 8 - "Mugen Meikyū" 1) 4. Infinito 9 - "Labirinto Infinito" 2 (無限9-「無限迷宮」2, Mugen 9 - "Mugen Meikyū" 2) |

| 1. Infinito 10 - ∞ "Infinidade" (無限10-∞「無限大」, Mugen 10 - ∞"Mugendai") - O Diário de ChibiUsa (ちびうさ絵日記, Chibi Usa Enikki) |

| - Amante da Princesa Kaguya (の恋人, Kaguya hime no Koibito) - Casablanca Memory (カサブランカ·メモリー, Kasaburanka Memorii) |

| 1. Sonho 1 - Eclipse Dream (夢1-日食ドリーム, Yume 1 - Nisshoku Dorīmu) 2. Sonho 2 - Mercury Dream (夢2-マーキュリー·ドリーム, Yume 2 - Mākyurii Dorīmu) 3. Sonho 3 - Mars Dream (夢3-マーズ·ドリーム, Yume 3 - Māzu Dorīmu) |

| 1. Sonho 4 - Jupiter Dream (夢4-ジュピター·ドリーム, Yume 4 - Jupitā Dorīmu) 2. Sonho 5 - Venus Dream (夢5-ヴィーナス·ドリーム, Yume 5 - Vīnasu Dorīmu) - A Melâncolia de Mako-chan (まこちゃんのユーウツ, Mako-chan no Yūutsu) - O Primeiro Amor de Ami-chan (亜美ちゃんの初恋, Ami-chan no Hatsukoi) - A Batalha de Estudantes de Rei e Minako (レイと美奈子の女子高バトル, Rei to Minako no Joshikō Batoru) |

| 1. Sonho 6 - New Soldier Dream (夢6-ニュー·ソルジャー·ドリーム, Yume 6 - Nyu Sorujā Dorīmu) 2. Sonho 7 - Elysion Dream (夢7-エリュシオン·ドリーム, Yume 7 - Erushion Dorīmu) |

| 1. Sonho 8 - Dead Moon Dream (夢8-デッド·ムーン·ドリーム, Yume 8 - Deddo Mūn Dorīmu) 2. Sonho 9 - Earth & Moon Dream (夢9-アース アンド ムーン ドリーム, Yume 9 - Aasu ando Mūn Dorīmu) - O Diário de ChibiUsa (ちびうさ絵日記, Chibi Usa Enikki) |

| 1. Stars 1 (スターズ1, Sutāzu 1) 2. Stars 2 (スターズ2, Sutāzu 2) 3. Stars 3 (スターズ3, Sutāzu 3) |

| 1. Stars 4 (スターズ4, Sutāzu 4) 2. Stars 5 (スターズ5, Sutāzu 5) 3. Stars 6 (スターズ6, Sutāzu 6) - O Diário de ChibiUsa (ちびうさ絵日記, Chibi Usa Enikki) |

| 1. Stars 7 (スターズ7, Sutāzu 7) 2. Stars 8 (スターズ8, Sutāzu 8) 3. Stars 9 (スターズ9, Sutāzu 9) 4. Stars 10 (スターズ10, Sutāzu 10) |

## Sailor Moon -Shinsōban
| N.º | Lançamento original     | Lançamento original | Lançamento licenciado | Lançamento licenciado |
| N.º | Data de lançamento      | ISBN                | Data de lançamento    | ISBN                  |
| --- | ----------------------- | ------------------- | --------------------- | --------------------- |
| 1   | 22 de Setembro de 2003  | 4-06-334776-1       | Abril de 2014         | 978-85-7787-775-1     |
| 2   | 22 de Setembro de 2003  | 4-06-334777-X       | Maio de 2014          | 978-85-7787-805-5     |
| 3   | 23 de Outubro de 2003   | 4-06-334783-4       | Junho de 2014         | 978-85-7787-831-4     |
| 4   | 21 de Novembro de 2003  | 4-06-334803-2       | Julho de 2014         | 978-85-7787-840-6     |
| 5   | 22 de Dezembro de 2003  | 4-06-334828-8       | Agosto de 2014        | 978-85-7787-845-1     |
| 6   | 23 de Janeiro de 2004   | 4-06-334835-0       | Setembro de 2014      | 978-85-7787-875-8     |
| 7   | 23 de Fevereiro de 2004 | 4-06-334842-3       | Outubro de 2014       | 978-85-7787-889-5     |
| 8   | 23 de Março de 2004     | 4-06-334857-1       | Novembro de 2014      | 978-85-7787-917-5     |
| 9   | 23 de Abril de 2004     | 4-06-334865-2       | Dezembro de 2014      | 978-85-7787-926-7     |
| 10  | 21 de Maio de 2004      | 4-06-334873-3       | Janeiro de 2015       | 978-85-7787-949-6     |
| 11  | 23 de Junho de 2004     | 4-06-334885-7       | Fevereiro de 2015     | —                     |
| 12  | 23 de Julho de 2004     | 4-06-334896-2       | Março de 2015         | —                     |